# Roiglise
Roiglise település Franciaországban, Somme megyében. Lakosainak száma 153 fő (2022. január 1.). Roiglise Carrépuis, Avricourt, Margny-aux-Cerises, Champien, Roye és Verpillières községekkel határos.

## Népesség
A település népessége az elmúlt években az alábbi módon változott:
| Lakosok száma | 160  | 152  | 163  | 155  | 155  | 154  | 153  | 152  | 153  |
|               | 2013 | 2015 | 2016 | 2017 | 2018 | 2019 | 2020 | 2021 | 2022 |